# Elisabeth Cebrián i Scheurer
Elisabeth Cebrián Scheurer, coneguda esportivament com Betty Cebrián, (Reus, 6 de febrer de 1971) és una exjugadora de bàsquet catalana. Amb 252 participacions és la tercera jugadora de bàsquet, només per darrere d'Amaya Valdemoro (258) i Marina Ferragut (253), amb un nombre més gran d'intervencions en la història de la selecció femenina de bàsquet d'Espanya.
Elisabeth, junt a Carlota Castrejana i Marina Ferragut va formar part del Segle XXI que tenia per objectiu aconseguir un salt qualitatiu al bàsquet femení de cara als Jocs Olímpics de Barcelona 92.

## Trajectòria esportiva[4]
- 1987/88 Raventós Catasús
- 1988/89 ACRA
- 1989/94 BEX

## Palmarès
Clubs
- 1 Lliga espanyola de bàsquet femenina: 1994-95
- 1 Copa espanyola de bàsquet femenina: 1994-95
- 2 Lliga catalana de bàsquet femenina: 2000-01, 2001-02

Selecció espanyola
- 5è lloc als Jocs Olímpics d'Estiu de 1992[5]
- 1 medalla d'or al Campionat d'Europa de bàsquet femení: 1993
- 2 medalles de bronze al Campionat d'Europa de bàsquet femení: 2001, 2003
- 1 medalla de bronze als Jocs Mediterranis de 1993